# Atlantisch orkaanseizoen 1943
Het Atlantisch orkaanseizoen 1943 duurde van 1 juni 1943 tot 30 november 1943. Wat activiteit betreft was het seizoen 1943 niet echt bijzonder. Het seizoen telde 10 tropische stormen, waarvan er vijf promoveerden tot orkaan. Twee orkanen groeiden uit tot majeure orkanen, dat wil zeggen derde categorie en hoger. Opgemerkt moet worden dat men destijds nog geen beschikking had over satellieten, die niet alleen continu observaties mogelijk maken, maar ook stormen in één oogopslag in hun gehele omvang tonen. Destijds was men afhankelijk van waarnemingen van weerstations en de scheepvaart. Sommige systemen zijn moeilijk te classificeren, omdat er te weinig waarnemingen zijn. Daarom kan het zijn dat er tropische cyclonen zijn 'gemist', omdat zij een te korte levensduur hadden, of hun koers ver van de kust en de gebruikelijke scheepvaartroutes lagen. Opmerkelijk was de orkaan bij verrassing, de eerste tropische cycloon die door een vliegtuig werd verkend en waarbij de Tweede Wereldoorlog een rol speelde.

## Cyclonen
Anders dan tegenwoordig kregen tropische cyclonen geen namen. De cyclonen zijn gemakshalve genummerd op chronologische volgorde, waarin zij voor het eerst verschenen.

### De orkaan bij verrassing
Deze orkaan trof Galveston op 27 juli 1943 zonder enige waarschuwing vooraf, doordat orkaan- en tropischestormwaarschuwingen gecensureerd waren en schepen een absolute radiostilte in acht moesten nemen. Deze radiostilte ging zover, dat het marconisten verboden was meteorologische gegevens door te zenden, zelfs als dit potentiële natuurrampen betrof, zoals deze orkaan. Deze radiostilte was nodig, omdat men bang was voor de Duitse U-boten, die inderdaad in de Golf van Mexico actief waren (Nog jaren later gaan er geruchten in Louisiana over de U-131, een Duitse U-boot, die in de Golf van Mexico werd gekelderd, maar nog steeds de Golf van Mexico zou teisteren en daarmee dezelfde status kreeg als het spookschip De Vliegende Hollander). Zonder deze radioberichten werd het moeilijk tropische cyclonen vooraf (maar vaak ook achteraf) te identificeren, laat staan de bevolking ervoor te waarschuwen. Één meteorologisch bureau vernietigde de aan hem gerapporteerde gegevens.
Door deze omstandigheden is het ook moeilijk de orkaan te reconstrueren, maar vast staat dat er zich op 25 juli boven het noorden van de Golf van Mexico een tropische depressie vormde, die zeer snel ten zuidoosten van New Orleans promoveerde tot tropische storm en op 25 juli ten zuiden van New Orleans tot orkaan. De orkaan, die tot nog toe westwaarts trok, draaide bij naar het westnoordwesten, richting Galveston. De orkaan wies aan tot windsnelheden van 140 km/uur op 27 juli en met deze intensiteit landde hij op Galveston. Hij trok daarop verder noordwestwaarts, maar was op 28 juli tot tropische storm gedegradeerd, voordat hij Houston bereikte. Daarna degradeerde de tropische storm op 29 juli tot een tropische depressie, die naar het noorden bijdraaide en dezelfde dag nog oploste boven het noordoosten van Texas. De orkaan bij verrassing eiste negentien mensenlevens en veroorzaakte $17.000.000,- schade ($193 miljoen na correctie voor inflatie, 2005). Omdat de orkaan olieraffinaderijen van Shell en Humble Oil had beschadigd en de productie aldaar had stilgelegd, werd het nieuws over de orkaan buiten de staten Texas en Louisiana geheel gecensureerd; niemand buiten het getroffen gebied mocht op de hoogte gesteld worden van het bestaan van deze tropische cycloon. De regering van de Verenigde Staten vond de informatie van de stilgelegde olieproductie te precair om in handen te laten vallen van de vijand. Het slachtofferaantal (19) was relatief hoog voor een orkaan van de eerste categorie, ondanks het feit dat de vloedgolf, die met de orkaan gepaard ging en Galveston trof, zwakker was dan op grond van de intensiteit van de orkaan verwacht mocht worden. Dit was te danken aan het ontbreken van waarschuwingen aan het publiek. De censuur en de radiostilte bemoeilijkten en vertraagden de orkaan- en tropischestormwaarschuwingen aanzienlijk. Na de orkaan bij verrassing werd besloten om nooit meer een tropischestormwaarschuwing te censureren. In Texas ging een Amerikaanse kolonel en vlieginstructeur, Joe Duckworth een weddenschap aan met Britse piloten om met zijn AT-6 Texan in het oog van de orkaan te vliegen. Deze waaghals werd de eerste hurricane hunter in de geschiedenis. Toen hij de weddenschap winnend terugkwam, maakte hij een tweede vlucht met ditmaal de meteorologische officier van de basis aan boord.

### Tropische storm 2
Tropische storm 2 werd voor het eerst waargenomen op 13 augustus net ten oosten van de noordelijke Bovenwindse Eilanden. Tropische storm 2 trok naar het noordwesten en passeerde ten noorden van de Maagdeneilanden en ten noordoosten van de Grote Antillen en de Bahama's. Daar bereikte tropische storm 2 zijn hoogtepunt met 95 km/uur op 16, 17 en 18 augustus. Tropische storm 2 naderde de kust van North Carolina tot op 320 km en draaide daarna naar het noordoosten en verzwakte snel. Op 19 augustus degradeerde tropische storm 2 tot tropische depressie, die een paar uur later oploste ten zuidoosten van New England.

### Orkaan 3
Tropische storm 3 werd het eerst waargenomen op 19 augustus ten oosten van de Bovenwindse Eilanden. Op 20 augustus promoveerde tropische storm 3, die naar het noordwesten trok, tot orkaan ten oosten van de Bovenwindse Eilanden. De orkaan passeerde op 21 augustus ten noordoosten van de noordelijkste Bovenwindse Eilanden als orkaan van de tweede categorie. Orkaan 3 draaide steeds meer naar het noordnoordwesten en noorden en bereikte op 23 augustus de vierde categorie halfweg Bermuda en Puerto Rico. Orkaan 3 bereikte zijn hoogtepunt als orkaan van de vierde categorie met windsnelheden van 222 km/uur op 25 en 26 augustus. Het stormveld was zo groot, dat toen op 25 augustus orkaan 3 op 185 tot 275 km ten westen van Bermuda passeerde, er desondanks orkaanwinden werden geregistreerd op het eiland. Daarna trok de orkaan snel naar het noordoosten en verzwakte; op 26 augustus degradeerde orkaan 3 tot tropische storm, die de volgende dag zijn tropische kenmerken verloor boven het noordwesten van de Atlantische Oceaan, toen hij werd opgenomen door een niet-tropische stormdepressie. Dit systeem zou later nog ten noorden van Schotland gesignaleerd worden.

### Orkaan 4
Tropische storm 4 werd op 1 september voor het eerst waargenomen boven de Atlantische Oceaan, ruim ten zuidzuidoosten van Bermuda. Tropische storm 4 trok naar het noordwesten en promoveerde een paar uur later tot orkaan. Orkaan 4 draaide bij naar het noorden en bereikte op 3 september op 230 km tot 280 km ten oosten van Bermuda de derde categorie. Daarna koerste orkaan 3 in een S-bocht eerst naar het noordoosten, bereikte toen zijn hoogtepunt met windsnelheden tot 195 km/uur op 4 september, dan weer naar het noordwesten, verzwakkend tot de tweede categorie, en ten slotte naar het noorden en noordoosten, verzwakkend tot de eerste categorie. Op 9 september verzwakte orkaan 4 tot tropische storm ten oosten van Nova Scotia en landde later als matige tropische storm op Newfoundland, om boven land dezelfde dag nog op te lossen.

### Tropische storm 5
Tropische storm 5 werd voor het eerst waargenomen op 13 september ten noordoosten van de Bahama's. Tropische storm 5 trok aanvankelijk naar het noorden en draaide later bij naar het noordoosten en trok parallel aan de Amerikaanse oostkust richting Nova Scotia en Newfoundland, die hij trof als zwakke tropische storm. Tropische storm 5 verdween op 17 september boven de Labradorzee. Tropische storm 5 kwam nooit verder dan het stadium van matige tropische storm met maximale windsnelheden van 85 km/uur op 13, 14 en 15 september.

### Orkaan 6
Op 12 september werd er voor het eerst een depressie waargenomen, die zich de dagen daarop ontwikkelde. Tropische storm 6 ontstond op 15 september boven het westen van de Golf van Mexico, toen de depressie een bewezen gesloten circulatie bezat. Tropische storm 6 trok naar het noordnoordwesten richting Texaanse kust en promoveerde enkele uren later op 16 september tot orkaan. Ondertussen ontstond er een hogedrukgebied boven de zuidelijke Great Plains, die een verdere noordelijke koers van orkaan 6 verhinderde en orkaan 6 draaide in een lus tegen de wijzers van de klok in op 16 en 17 september ten noordoosten van de monding van de Río Bravo. Op 17 september bereikte hij zijn hoogtepunt met 157 km/uur, een orkaan van de tweede categorie. Orkaan 6 trok naar het noordwesten en verzwakte snel, hij degradeerde op 19 september tot tropische storm en landde dezelfde dag in het zuidwesten van Louisiana als zwakke tropische storm. Tropische storm degradeerde tot tropische depressie op 20 september, die enkele uren later boven Louisiana oploste. De overvloedige regenval veroorzaakte een schade van $195.000,- (niet gecorrigeerd naar inflatie), voornamelijk ten gevolge van schade aan de landbouw.

### Tropische storm 7
Tropische depressie 7 ontwikkelde zich uit een tropische onweersstoring ten zuidwesten van Bermuda en op 28 september promoveerde deze tot tropische storm 7. Tropische storm 7 trok naar het noordwesten en bereikte op 30 september Maryland met windsnelheden van 93 km/uur. Tropische storm 7 degradeerde op 1 oktober tot tropische depressie, die dezelfde dag boven het zuiden van Pennsylvania oploste. Tropische storm 7 zette enkele straten in de stad Norfolk onder water, bracht enkele boten en een klein schip tot zinken en veroorzaakte $20.000,- schade.

### Tropische storm 8
Tropische storm 8 werd het eerst waargenomen op 1 oktober ten zuidoosten van Bermuda als sterke tropische storm, met windsnelheden van 110 km/uur, net onder orkaankracht. Tropische storm 8 trok naar het noordwesten en draaide meer en meer naar het noorden. Op 2 oktober passeerde tropische storm 8 net ten westen van Bermuda, maar op Bermuda werden er geen winden waargenomen sterker dan windkracht 7. Daarna draaide tropische storm 8 naar het noorden en noordoosten en werd snel zwakker. Op 4 oktober verdween tropische storm 8 ten zuiden van het uiterste oostelijke puntje van Newfoundland.

### Orkaan 9
Tropische storm 9 werd voor het eerst waargenomen op 11 oktober nabij Saint Lucia en trok westwaarts de Caraïbische Zee in. Daar promoveerde tropische storm 9 tot orkaan op 12 oktober. Daarna draaide orkaan 9 abrupt naar het noorden en trok door de Monapassage, de straat tussen Hispaniola en Puerto Rico. Orkaan 9 bereikte zijn hoogtepunt op 16 september boven de Atlantische Oceaan ten zuidwesten van Bermuda met windsnelheden van 167 km/uur, een sterke orkaan van de tweede categorie. Daarna verzwakte de orkaan snel, degradeerde tot tropische storm op 17 september. Dezelfde dag nog verloor tropische storm 9 zijn tropische kenmerken, voordat hij landde nabij de grens tussen Maine en New Brunswick als extratropische storm.

### Tropische storm 10
Op 20 augustus werd tropische storm 10 voor het eerst waargenomen boven het westen van de Caraïbische Zee, ten noordoosten van Nicaragua. Tropische storm 10 trok eerst naar het westnoordwesten en later naar het westzuidwesten en landde in Brits-Honduras op 22 oktober als zwakke tropische storm. Op 23 oktober degradeerde tropische storm 10 tot tropische depressie, die een paar uur later boven Guatemala oploste. Tropische storm 10 was een zwakke tropische storm met maximale windsnelheden van 75 km/uur op 21 en 22 oktober.